# Ligne de Voves à Toury
La ligne de Voves à Toury est une ligne de chemin de fer française à écartement standard et à voie unique non électrifiée. Elle relie Voves à Toury. En grande partie déclassée, il subsiste un trafic fret entre Janville et Toury.
Elle constitue la ligne 557 000 du réseau ferré national.
À Voves, elle est en contact avec la ligne de Brétigny à La Membrolle-sur-Choisille, mise en  service le 28 décembre 1865.
À Toury, elle est en contact avec la ligne de Paris-Austerlitz à Bordeaux-Saint-Jean, menant vers Paris au nord, et Orléans au sud, et avait une correspondance avec le Tramway de Pithiviers à Toury.

## Historique
Cette ligne a été concédée à titre éventuel et comme ligne d'intérêt local le 27 février 1870 à la Compagnie du chemin de fer d'Orléans à Rouen.
La ligne est concédée par une convention signée le 20 mai 1870 entre le conseil général d'Eure-et-Loir et la Compagnie du chemin de fer d'Orléans à Rouen. Elle est déclarée d'utilité publique, à titre d'intérêt local, par un arrêté du président du conseil le 31 juillet 1871, rendant ainsi la concession définitive.
La ligne est incorporée dans le réseau d'intérêt général par une loi du 31 juillet 1879,. Elle est intégrée au réseau de l'Administration des chemins de fer de l'État.
La construction a été réalisée par cette dernière compagnie qui l'a mise en service  le 31 mai 1896.
À l'origine basée sur le transport de céréales vers Chartres pour poursuivre vers Rouen, le service voyageurs est apparu sous forme de trains réservés. Ils ont petit à petit été remplacés par des trains mixtes. La fréquence quotidienne est alors de trois voyages dans chaque sens.
La ligne a été fermée au service voyageurs le 7 novembre 1938. Elle est entièrement déferrée de Prasville à Traincrainville.

### Dates de déclassement
- Section de Fresnay-l'Évêque à Trancrainville (PK 18,200 à 20,200) : ?
- Section de Trancrainville à Janville (PK 20,200 à 23,625) : 3 décembre 1986 (fermée au trafic le 24 septembre 1967)[8].
- Section à Janville (PK 23,625 à 24,470) : 14 février 1992 (fermée au trafic en 1986)[9].
- Section de Voves à Fresnay-l'Évêque (PK 0,500 à 18,200) : 11 juillet 1994 (fermée au trafic le 1er avril 1987)[10].

## Infrastructure

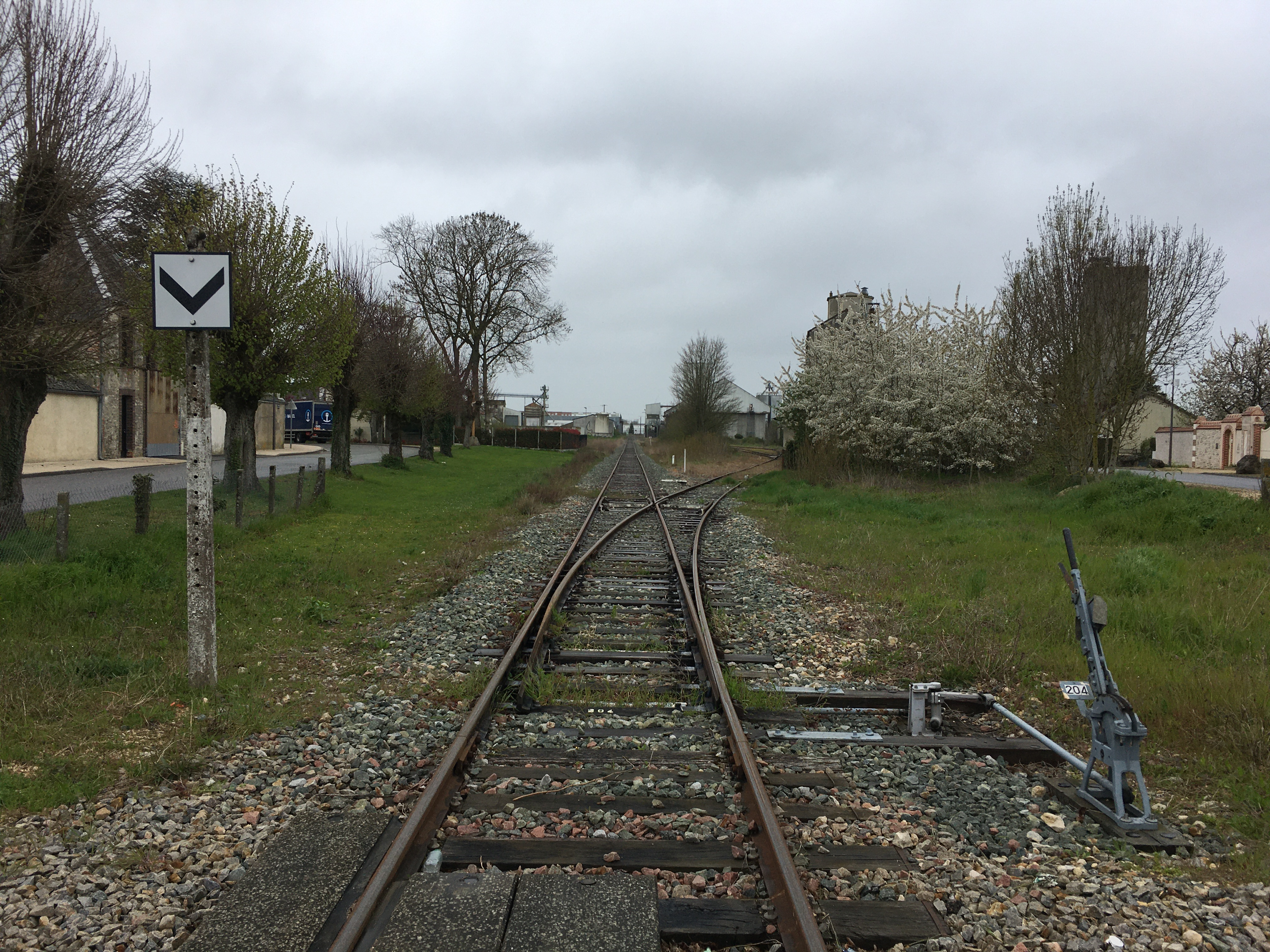
La ligne dans sa partie encore exploitée, à Janville-en-Beauce.

C'est une ligne principalement à voie unique, les déclivités atteignent 10 ‰.
Bien qu'envahies par la végétation, les plateformes restent visible entre Prasville et Trancrainville. Les bâtiments voyageurs subsistent également et ont été revendus à des particuliers.